# زاره خراخونی
زاره خراخونی (ارمنی: Զարեհ Խրախունի؛  زادهٔ ۱۶ اکتبر ۱۹۲۶ - درگذشته ۲۷ نوامبر ۲۰۱۵) یک شاعر ویراستار روزنامه و آموزگار اهل ارمنستان بود.

## زندگی‌نامه
وی با نام اصلی آرتو استپانی چیومپیوشیان (ارمنی: Արթո Ստեփանի Ճյումպյուշյան) در ۱۶ اکتبر ۱۹۲۶ در استانبول به دنیا آمد و از دانشگاه استانبول (۱۹۵۱) فارغ‌التحصیل شد. وی در آموزشگاه یسائیان و آموزشگاه گتروناکان فعالیت می‌کرد.  وی همچنین برنده نشان افتخار مسروپ ماشتوتس مقدس نشان افتخار ساهاک مقدس-مسروپ مقدس شده است. وی در ۲۷ نوامبر ۲۰۱۵ در سن ۸۹ سالگی درگذشت.

## یادداشت
1. ↑  թերթի խմբագրիչ